# Flagstaff Gardens
Flagstaff Gardens est le plus ancien parc de Melbourne en Australie. Il a été créé en 1862

## Description
L'un des parcs les plus visités et les plus fréquentés de la ville, les jardins sont célèbres pour leur signification archéologique, horticole, historique et sociale liée à l'histoire de la ville. Ils s'étendent sur 7,2 hectares (18 acres) délimitées par les rues William, La Trobe, King et Dudley, sous administration municipale.
En face de l'angle sud-est se trouve l'entrée de la gare de Flagstaff. Diagonalement opposé se dresse la branche victorienne de la Royal Mint, établie le 7 août 1869. La façade présente des colonnes jumelées avec des chapiteaux à volutes et des armoiries du Royal Mint.
Dans l'angle nord-est, sur William Street, se trouve le Queen Victoria Market (en).
Le parc contient de vastes pelouses avec une variété d'arbres anciens, des parterres de fleurs et des animaux sauvages, tels des opossums. L'extrémité sud-est est caractérisée par des arbres à feuilles caduques, tandis que l'extrémité nord contient de vieux eucalyptus. Le long de la rue William, il y a des courts de tennis, qui servent également de terrains de volleyball, de handball et de netball. Des barbecues électriques à proximité constituent un site populaire pour les fêtes en décembre. Des monuments commémoratifs sont dispersés sur les pelouses et les jardins et des sculptures représentent une partie de la signification sociale de la région.
Les jardins de Flagstaff ont été classés par le National Trust of Australia (Victoria) et sont listés par l'Australian Heritage Commission et le Victorian Heritage Register (en). Lors de la cérémonie d'inscription au Victorian Heritage Council en avril 2004, le président du conseil, Chris Gallagher, a déclaré : « Cette liste garantit la conservation et la protection des arbres, des aménagements paysagers et d'autres éléments individuels, un lieu important pour avoir un aperçu de notre patrimoine historique, archéologique, esthétique, horticole et social » (This listing ensures the much loved trees, landscaping and other individual features are conserved and protected. But it also means the whole site is recognised as an important place for gaining an insight into our historical, archaeological, aesthetic, horticultural and social heritage).

## Historique

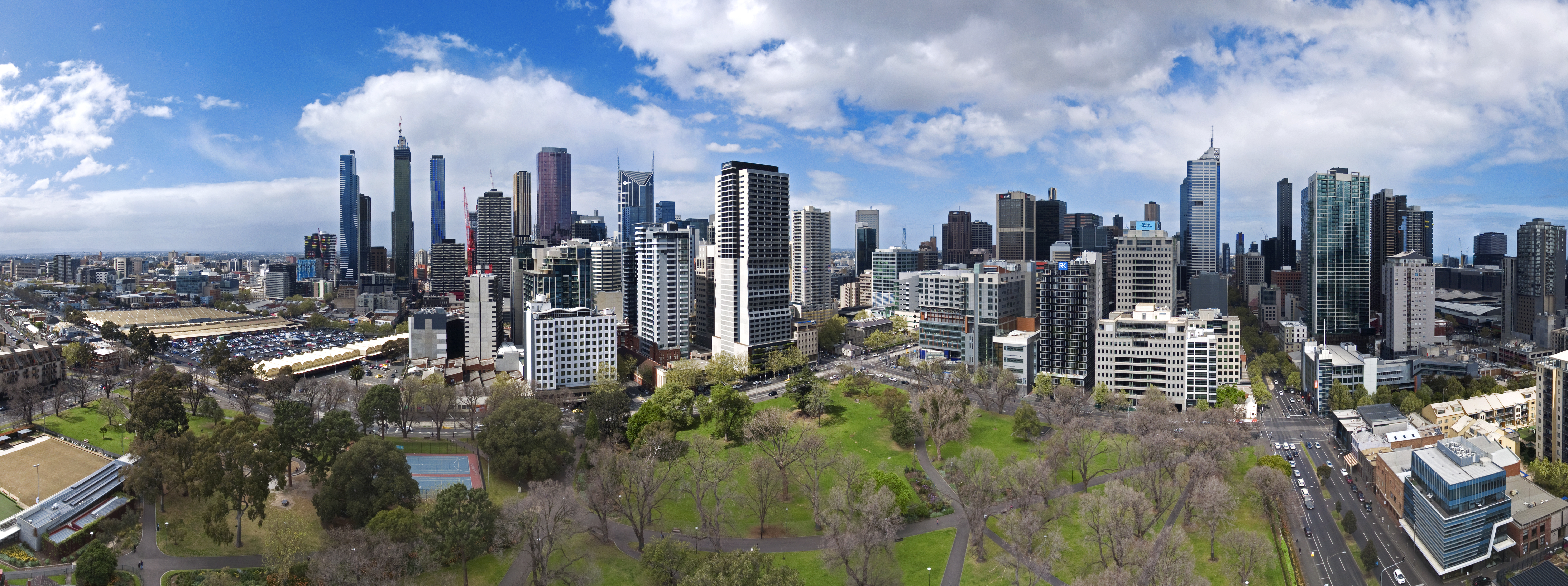
Vue panoramique aérienne de Melbourne dont Flagstaff Gardens

A la fondation de Melbourne en 1835, les premiers morts de la colonie sont enterrés sur les hauteurs entre les rues William et King, dans ce qui était alors familièrement appelé Burial Hill. En 1838, le cimetière de Melbourne est balisé dans ce qui de nos jours Queen Victoria Market.
En 1839, le surintendant Charles Joseph Latrobe inclut le site dans la ceinture verte entourant Melbourne qui comprenait Batman's Hill (en), Carlton Gardens, Fitzroy Gardens (en), Treasury Gardens (en) et Kings Domain (en).
Un drapeau est érigé en 1840 sur la colline dans le cadre d'un système de signalisation entre la ville et les navires dans le port de Melbourne. Le porte-drapeau s'avère trop petit et l'année suivante, une hampe de 15 m est dressée. Le 11 novembre 1850, l'endroit est utilisée lors des festivités suivant l'annonce de la séparation de Victoria avec la colonie de Nouvelle-Galles-du-Sud, un énorme feu de joie est allumée et environ 5 000 habitants présents.
Lors de la période 1857-1863, un observatoire magnétique et une station météorologique sont établis par Georg von Neumayer sur le sommet de la colline. William John Wills y travaille alors comme assistant avant de s'engager dans l'expédition de Burke et Wills. L'observatoire est déplacé au Kings Domain lorsque l'observatoire de Melbourne est fondé à cause du fer présent dans les bâtiments entourant Flagstaff Hill qui affectait les observations magnétiques de Neumayer.
En 1860, le télégraphe remplace la signalisation par des drapeaux. Les résidents de West Melbourne demandent au gouvernement de transformer la colline en jardin public ou en base de loisirs en 1862. Clement Hodgkinson (en), l'arpenteur général adjoint chargé des parcs de la ville, prépare alors un plan pour les jardins et en dirige la mise en œuvre.
Le monument aux pionniers de Melbourne est érigé en 1871 et en 1880 un réseau de sentiers, de pelouses, d'arbres et de plates-bandes, est établi. Le 9 octobre 1917, la ville de Melbourne est nommée responsable des jardins de Flagstaff. En 1918, une aire de jeux pour enfants est créée.
Les jardins sont officiellement ajoutés au registre du patrimoine victorien le 23 mars 2004.